# Trzebienie (Wola Tłomakowa)
Trzebienie – część wsi Wola Tłomakowa w Polsce położona w województwie łódzkim, w powiecie sieradzkim, w gminie Goszczanów.
W latach 1975–1998 Trzebienie administracyjnie należały do województwa sieradzkiego.